# 张世杰 (外交官)
张世杰（1916年—1988年9月15日），男，安徽铜陵人，中华人民共和国政治人物、外交官，中国共产党党员。

## 生平
张世杰，铜陵县太平乡官上村人。
1938年参加新四军，同年加入中国共产党。
1940年因皖南事变被关押在上饶集中营，成功越狱后曾任中共铜陵县县委书记。后又履任山东野战军团副政委、政委，第三野战军师政治部主任等职，参加了鲁南战役、莱芜战役、淮海战役、渡江战役等重要战役。
1950年入中央军委武官训练班学习，后调外交部工作，历任驻捷克斯洛伐克大使馆一等秘书，驻匈牙利大使馆、驻阿富汗大使馆政务参赞，外交部礼宾司副司长、第一亚洲司副司长、总务司司长、办公厅主任。
1960年8月至1965年11月，担任中华人民共和国驻尼泊尔大使（1960年冬，中国、尼泊尔两国进行边界谈判时，任中方首席代表）。在文化大革命期间收到了不公正对待。
1975年3月至1979年4月，担任中华人民共和国驻索马里联邦共和国大使。
1980年8至1984年6月，担任中国驻西班牙王国大使。
1988年9月15日在北京病逝。